# Liste der Biografien/Lanh
Liste der Biografien |
Portal Biografien |
Personensuche
# |
A |
B |
C |
D |
E |
F |
G |
H |
I |
J |
K |
L |
M |
N |
O |
P |
Q |
R |
S |
T |
U |
V |
W |
X |
Y |
Z |
?
 
La |
Lb |
Lc |
Le |
Lg |
Lh |
Li |
Lj |
Ll |
Lm |
Lo |
Lp |
Lt |
Lu |
Lv |
Lw |
Lx |
Ly |
Lz
 
Laa |
Lab |
Lac |
Lad |
Lae–Lah |
Lai |
Laj |
Lak |
Lal |
Lam |
Lan |
Lao |
Lap |
Laq |
Lar |
Las |
Lat |
Lau |
Lav |
Law |
Lax |
Lay |
Laz
 
Lana |
Lanc |
Land |
Lane |
Lanf |
Lang |
Lanh |
Lani |
Lanj |
Lank |
Lanl |
Lanm |
Lann |
Lano |
Lanp |
Lanq |
Lanr |
Lans |
Lant |
Lanu |
Lanv |
Lanw |
Lanx |
Lany |
Lanz
Die Liste der Biografien führt alle Personen auf, die in der deutschsprachigen Wikipedia einen Artikel haben. Dieses ist eine Teilliste mit 5 Einträgen von Personen, deren Namen mit den Buchstaben „Lanh“ beginnt.

## Lanh

### Lanha
- Lanham, Charles T. (1902–1978), US-amerikanischer Offizier, Generalmajor der US-Army
- Lanham, Fritz G. (1880–1965), US-amerikanischer Politiker
- Lanham, Henderson Lovelace (1888–1957), US-amerikanischer Politiker
- Lanham, Samuel W. T. (1846–1908), US-amerikanischer Politiker und Gouverneur des Bundesstaates Texas (1903–1907)

### Lanhe
- Lanher, Jean (1924–2018), französischer Romanist und Dialektologe